# Railway Digest
Railway Digest, som innan januari 1983 hette New South Wales Digest, är en australisk järnvägsrelaterad tidskrift som publiceras en gång i månaden av Australian Railway Historical Society NSW Division. Tidskriften omfattar järnvägsnyheter i Australien och har även järnvägsrelaterade artiklar.

## Historia
Efter Australian Railway Historical Societys Victoria division började 1958 att publicera nyhetstidningen Divisional Diary, som rapporterade om järnvägsrelaterade nyheter i Victoria, väcktes intresse bland medlemmar i divisionen i New South Wales för att publicera en liknande tidning i New South Wales och kring årsskiftet 1962/1963 bildades ett lag för att publicera en nyhetstidning. I mars 1963 lanserade laget den sexsidiga tidskriften New South Wales Digest med omslagspriset på ett shilling, tidskriften var dock gratis för alla medlemmar i Australian Railway Historical Society New South Wales Division.

## Lista över redaktörer
Listan över redaktörer 1963–mars 2013 bygger på en lista som publicerades i Railway Digest mars 2013. I maj 2013-utgåvan av Railway Digest publicerades en korrigering där redaktörer för december 1985 och januari 1986 angavs.
- Ken Winney och John Glastonbury (1963–1967)
- Harry Calf (1967–1976)
- John Beckhaus (1976–april 1979)
- Ian Fathers (maj 1979–augusti 1979)
- Ian Fathers och Peter McMahon (september 1979–december 1982)
- Peter McMahon (januari 1983–augusti 1984)
- Peter McMahon och Mick Morahan (september 1984–januari 1985)
- Richard Eslick (februari 1985–november 1985)
- Ian Fathers och Richard Eslick (december 1985)
- Ian Fathers (januari 1986)
- Rick Coles (februari 1986–november 1987)
- Rick Coles och Roger Renton (december 1987)
- Roger Renton (januari 1988–februari 1988)
- Rick Coles (mars 1988–november 1988)
- Rick Coles och Roger Renton (december 1988–april 1989)
- Ken Date (maj 1989–april 1993)
- Derek Rogers (maj 1993–september 2001)
- Trish Harris (oktober 2001–maj 2002)
- Trish Harris och Scott Martin (juni 2002–juli 2002)
- Scott Martin (augusti 2002–september 2005)
- Trish Harris (oktober 2005–september 2006)
- Trish Harris och Graeme Henderson (oktober 2006–november 2006)
- Trish Harris, Graeme Henderson och Chris Walters (december 2006)
- Graeme Henderson och Chris Walers (januari 2007–april 2007)
- Chris Walters (maj 2007–maj 2010)
- Bruce Belbin (juni 2010–idag)